# Антоніо Карбахаль
Антоніо Карбахаль (ісп. Antonio Carbajal, 7 червня 1929, Мехіко — 9 травня 2023) — мексиканський футболіст, воротар. По завершенні ігрової кар'єри — тренер. У рейтингу IFFHS «Найкращі футболісти XX сторіччя» найкращий воротар Центральної і Північної Америки та 15-е місце у світі.

## Клубна кар'єра
У дорослому футболі дебютував 1948 року виступами за команду клубу «Реал Еспанья», в якій провів два сезони, взявши участь у 45 матчах чемпіонату.
1950 року перейшов до клубу «Леон», за який відіграв 18 сезонів. Більшість часу, проведеного у складі «Леона», був основним голкіпером команди. Завершив професійну кар'єру футболіста виступами за команду «Леон» у 1968 році. По два рази вигравав чемпіонат та кубок країни. Всього у чемпіонаті Мексики провів 409 матчів (пропустив 523 голи). Дивлячись на нього, тисячі мексиканських хлопчиків виявляли бажання стати футболістами. Не випадково ФІФА нагородила Антоніо Карбахал пам'ятною медаллю, за неоціненний внесок у розвиток футболу.

## Виступи за збірну
Вболівальник, який подивиться на статистику виступів Антоніо Карбахала за збірну Мексики, напевно посміхнеться: мовляв, що це за хороший воротар, який пропускав в середньому більше одного м'яча за гру? Але в цьому випадку цифри оманливі. Карбахал виступав за збірну Мексики, коли вона нічим особливим не виділялася, і на кожній першості світу перебувала в статусі аутсайдера. Голкіпер ж він був і справді чудовий. Сильний, спритний, сміливий, досконало володів усіма технічними прийомами воротарської школи і згодом був названий найсильнішим воротарем XX століття регіону КОНКАКАФ.
Вперше він потрапив у національну команду в 19 років — його взяли резервним воротарем на Олімпійські ігри 1948, однак на поле Тота так і не вийшов. Дебют Карбахала за збірну Мексики відбувся 24 червня 1950 року — на знаменитій бразильської «Маракані», в матчі чемпіонату світу. Суперником команди Тоти були господарі турніру, які за підтримки 180 000 глядачів влаштували божевільний штурм його воріт. Карбахал протримався півгодини, але потім був змушений капітулювати, а в середині другої половини матчу пропустив ще три м'ячі (4:0 виграла Бразилія). Історія повторилася і в двох інших зустрічах групового етапу: Югославії Мексика поступилася 1:4, а Швейцарії — 1:2.
На чемпіонаті світу 1954 року в Швейцарії першим суперником Мексики знову була Бразилія, але цього разу мексиканські тренери випустили на поле іншого воротаря — Сальвадора Моту. Результат же виявився ще гіршим, ніж чотири роки тому: бразильці впевнено перемогли 5:0. Після чого Тота знову повернувся у ворота, але і з ним мексиканці поступилися — програли Франції 2:3. Причому один гол представники Центральної Америки забили собі самі, а переможний м'яч французи провели з пенальті за дві хвилини до фінального свистка.
На чемпіонаті світу 1958 року 29-річний Карбахал був основним голкіпером, але збірна Мексики продовжувала погіршувати свій баланс. У матчі-відкритті вона поступилася господарям (збірній Швеції) 0:3, в заключному поєдинку групового етапу програла збірній Угорщини 0:4. А от у проміжку між цими зустрічами набрала своє перше очко на чемпіонатах світу, зігравши внічию 1:1 зі збірною Уельсу.
Ще через чотири роки, на турнірі в Чилі, мексиканці добилися відчутного прогресу. За іронією долі в стартовому матчі їм знову дісталася збірна Бразилії, яка носила титул чемпіона світу. Але тепер розгромом і не пахло: південноамериканці перемогли лише 2:0. У другому турі не втримали нульову нічию з Іспанією (європейці забили гол на 90-й хвилині гри). У заключному поєдинку перемогли майбутніх віце-чемпіонів, збірну Чехословаччини 3:1. У Чилі Карбахал встановив свій перший рекорд — зіграв на четвертому чемпіонаті світу. Але відразу після мундіалю 33-річний голкіпер перестав запрошуватися в національну збірну. Згадали про досвідченого Карбахала тільки в лютому 1965 року, запросивши його на чемпіонат команд країн Північної і Центральної Америки, де знаменитий воротар з чотирьох матчів три зіграв на нуль.
На чемпіонат світу 1966 поїхав запасним воротарем. У перших двох матчах на туманному Альбіоні Карбахал участі не брав, а ось у заключній грі групового етапу проти збірної Уругваю на поле вийшов і вперше в своїй кар'єрі відстояв поєдинок першості світу всуху — 0:0. Всього Антоніо Карбахал зіграв у фінальних стадіях чемпіонатів світу 11 матчів, пропустив 25 м'ячів і отримав прізвисько Ель Сінко Копас (ісп. El Cinco Copas), що в перекладі з іспанської означає «П'ять кубків». Це досягнення через 32 роки зумів повторити лише Лотар Маттеус, а 2018 року ще один мексиканець Рафаель Маркес.

## Кар'єра тренера
Розпочав тренерську кар'єру у рідному клубі,«Леоні». Після невеликої перерви, в 1975 році, очоливши тренерський штаб клубу «Куртідорес». В подальшому знову очолював команду «Леон». Останнім місцем тренерської роботи був клуб «Монаркас», команду якого Антоніо Карбахал очолював як головний тренер з 1984 до 1995 року, встановивши ще одне досягнення. Він — єдиний з тренерів мексиканських клубів, який очолював один клуб більше десяти років.

## Титули та досягнення

### Футболіст
- Чемпіон Мексики (2): 1952, 1956
- Віце-чемпіон Мексики (1): 1959
- Володар кубка Мексики (2): 1958, 1967
- Фіналіст кубка Мексики (4): 1953, 1957, 1959, 1966

#### Рейтинги
- В рейтингу IFFHS «Найкращі футболісти XX сторіччя» найкращий воротар Центральної і Північної Америки та 15-е місце у світі.

### Наставник
- Володар кубка Мексики (2): 1971, 1972